# Cerithidea costata
Cerithidea costata är en snäckart som först beskrevs av E. M. da Costa 1778.  Cerithidea costata ingår i släktet Cerithidea och familjen Potamididae.

## Underarter
Arten delas in i följande underarter:
- C. c. costata
- C. c. turrita
- C. c. beattyi